# Taha Yalçıner
Taha Yalçıner (sinh ngày 12 tháng 1 năm 1987) là một cầu thủ bóng đá Thổ Nhĩ Kỳ thi đấu cho Alanyaspor.